# Sommervieu
Sommervieu ist eine französische Gemeinde mit 987 Einwohnern (Stand: 1. Januar 2022) im Département Calvados in der Region Normandie (vor 2016 Basse-Normandie); sie gehört zum Arrondissement Bayeux und zum Kanton Bayeux. Die Einwohner werden Sommerviducasses genannt.

## Geographie
Sommervieu liegt etwa vier Kilometer ostnordöstlich von Bayeux nahe der Ärmelkanalküste. Umgeben wird Sommervieu von den Nachbargemeinden Ryes im Norden und Nordosten, Le Manoir im Osten und Südosten, Vienne-en-Bessin im Südosten und Süden, Saint-Vigor-le-Grand im Westen sowie Magny-en-Bessin im Nordwesten.

## Bevölkerungsentwicklung
| Jahr                       | 1962 | 1968 | 1975 | 1982 | 1990 | 1999 | 2006 | 2019 |
| Einwohner                  | 359  | 343  | 555  | 804  | 786  | 734  | 967  | 993  |
| Quellen: Cassini und INSEE |      |      |      |      |      |      |      |      |

## Sehenswürdigkeiten
- Kirche Saint-Pierre-et-Sainte-Geneviève aus dem 13. Jahrhundert, Monument historique
- Schloss Sommervieu, früheres Priesterkolleg aus dem 18. Jahrhundert und Kapelle des Priesterkollegs aus dem 19. Jahrhundert

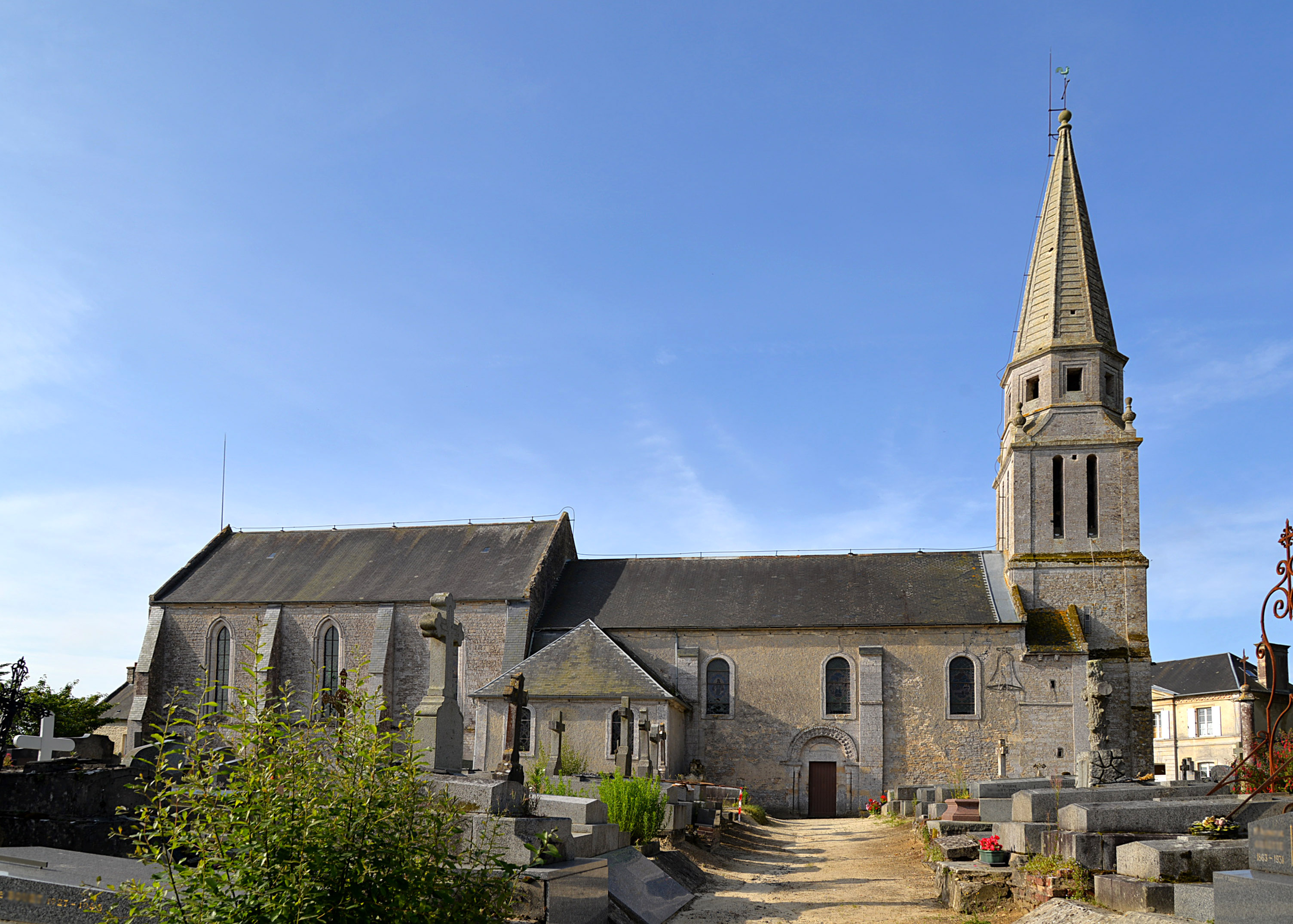
Kirche Saint-Pierre-et-Sainte-Geneviève
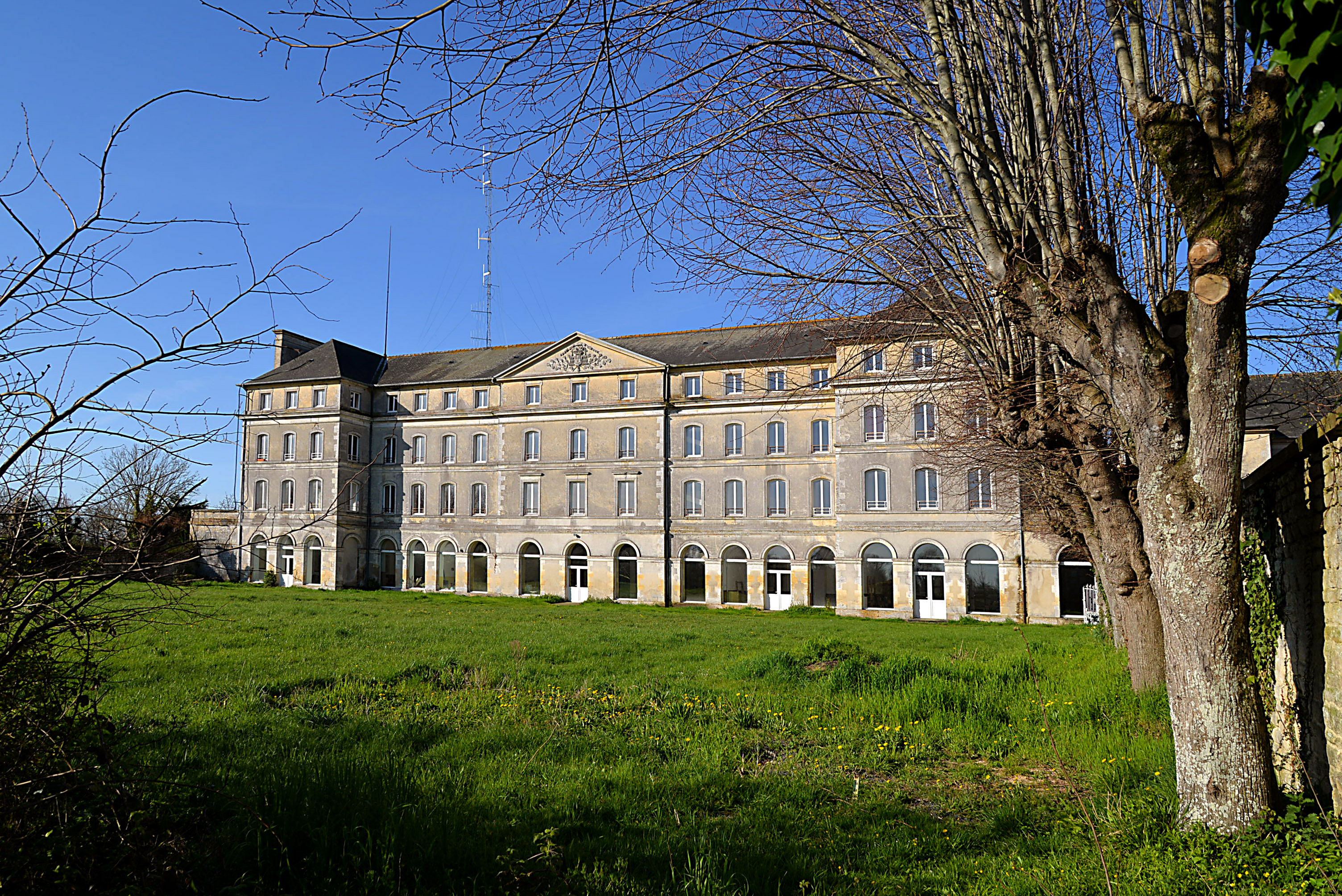
Schloss Sommervieu (früheres Priesterkolleg)
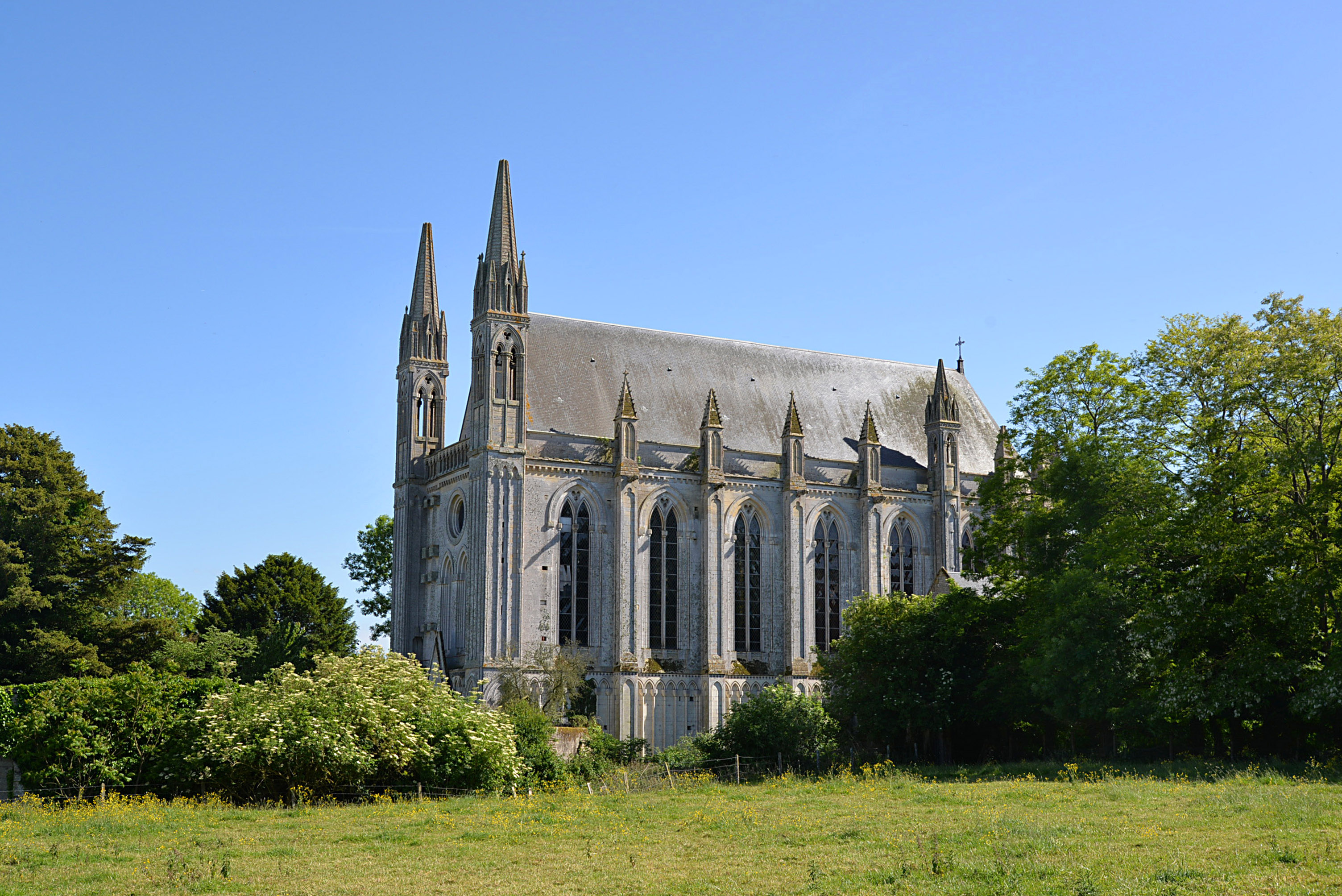
Kapelle des Kollegs